# RJD2

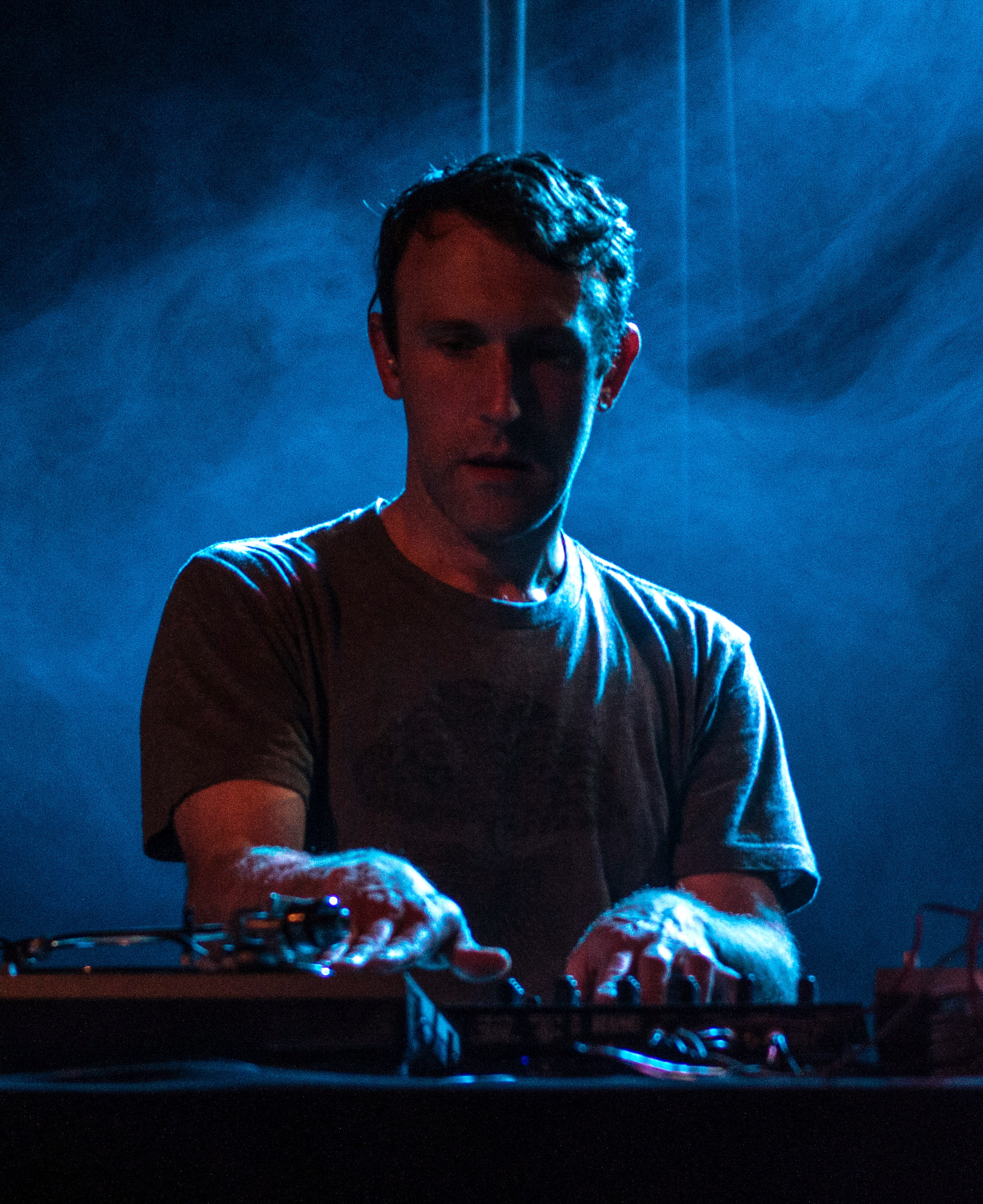
RJD2 bei einem Auftritt (2014)

RJD2, eigentlich Ramble Jon Krohn (* 27. Mai 1976 in Eugene, Oregon), ist ein US-amerikanischer Musiker.

## Leben
RJD2 ist abgeleitet von seinem Namen „Ramble Jon“ und dem des Roboters R2D2 aus Star Wars. 1998 kam „RJ“ nach Columbus, Ohio, und wurde DJ der Hip-Hop-Gruppe Megahertz. Nach deren Debütalbum wurde auch sein Name bekannt. Er bekam Angebote für Remixes für erfolgreiche Künstler wie zum Beispiel Massive Attack. Mit dem Mixtaperelease Your Face Or Your Kneecaps gab er einen kleinen Vorgeschmack auf das kommende Album Deadringer. Ein Jahr später, 2002, schaffte er den Durchbruch in der Hip-Hop Szene. Auf dem Album befand sich auch der Song Ghostwriter, welcher in mehreren Werbespots in England und den USA, sowie in den Filmen Wimbledon – Spiel, Satz und … Liebe und Couchgeflüster (als Remix) zu hören war bzw. ist. Der Adidas-Werbespot Jose+10 verwendet sein Lied De L’alouette. Aufgrund seines Fingerspitzengefühls für den Mix von Funk-/Soul-Samples mit Hip-Hop-Rhythmen ist RJD2 seitdem ein anerkannter Produzent in der Hip-Hop-Szene, hauptsächlich allerdings immer noch im Underground.
Auf dem 2004 erschienenen Album Since We Last Spoke sind vermehrt Rockmusik-Einflüsse zu hören, pure Hip-Hop-Tracks, etwa auch mit Rappern, wie auf dem Vorgänger fehlen komplett. The Third Hand, 2007 veröffentlicht, ist dagegen ein Pop-Album, das hauptsächlich live eingespielt wurde. Zudem hört man RJD2 hier vermehrt selbst singen.
Der RJD2-Song A Beautiful Mine ist die Titelmelodie der seit 2007 ausgestrahlten amerikanischen Fernsehserie Mad Men.

## Diskografie

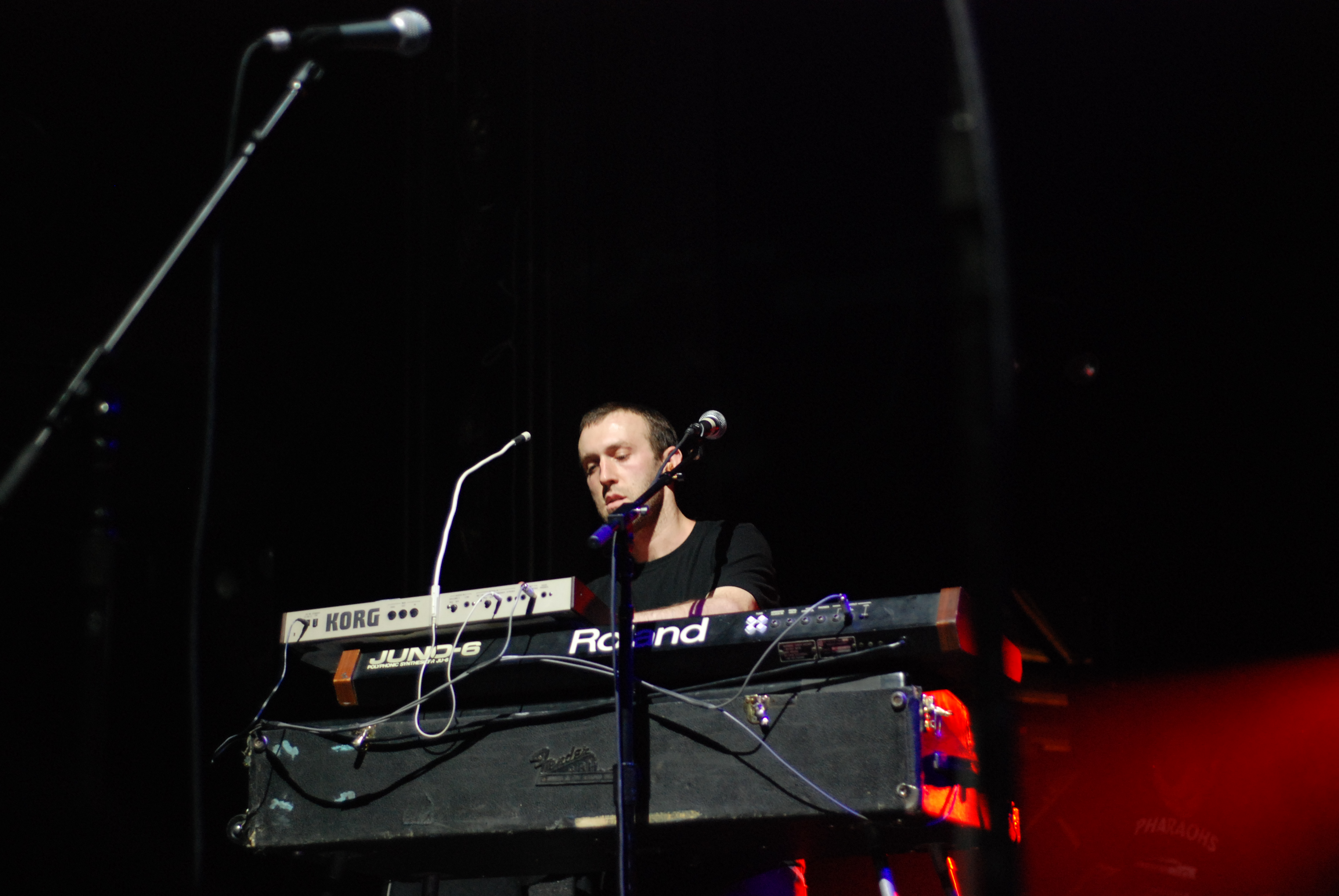
RJD2, 2007

### Hauptalben
Als RJD2:
| Release             | Jahr | Label                       |
| ------------------- | ---- | --------------------------- |
| Deadringer          | 2002 | Definitive Jux              |
| Since We Last Spoke | 2004 | Definitive Jux              |
| The Third Hand      | 2007 | XL Recordings               |
| The Colossus        | 2010 | RJ’s Electrical Connections |
| More Is That Isn’t  | 2013 | RJ’s Electrical Connections |
| Dame Fortune        | 2016 | RJ’s Electrical Connections |
| The Fun Ones        | 2020 | RJ's Electrical Connections |

Als The Insane Warrior:
| Release             | Jahr | Label                       |
| ------------------- | ---- | --------------------------- |
| We Are The Doorways | 2011 | RJ’s Electrical Connections |
| Tendrils            | 2018 | RJ's Electrical Connections |

### EPs
| Release    | Jahr | Label          |
| ---------- | ---- | -------------- |
| The Horror | 2003 | Definitive Jux |

### Mixalben
| Release                    | Jahr | Label                     |
| -------------------------- | ---- | ------------------------- |
| Your Face or Your Kneecaps | 2001 | Bustown Pride             |
| Constant Elevation         | 2002 | Bam Bam Recordings        |
| Loose Ends                 | 2003 | -                         |
| Lobster and Scrimp         | 2003 | HipHopSite.com Recordings |

### Instrumentalalben
| Release                                | Jahr | Label                       |
| -------------------------------------- | ---- | --------------------------- |
| 8 Million Stories Instrumentals        | 2003 | Rhymesayers Entertainment   |
| In Rare Form: Unreleased Instrumentals | 2004 | Bustown Pride               |
| Magnificent City Instrumentals         | 2006 | Decon                       |
| Things Go Better Instrumentals         | 2007 | Bustown Pride               |
| The Third Hand Instrumentals           | 2007 | XL Recordings               |
| Inversions Of The Colossus             | 2010 | RJ´s Electrical Connections |

### Kollaborationen
| Artist          | Release                         | Jahr | Label                       | Info                                                      |
| --------------- | ------------------------------- | ---- | --------------------------- | --------------------------------------------------------- |
| Mhz (Megahertz) | Table Scraps LP                 | 2001 | NCS Records                 | Camu Tao, Copywrite, Jakki Da Motamouth, RJD2, Tage Proto |
| Soul Position   | Unlimited EP                    | 2002 | Rhymesayers Entertainment   | Blueprint, RJD2                                           |
| Soul Position   | 8 Million Stories               | 2003 | Fat Beats                   | Blueprint, RJD2                                           |
| Aceyalone       | Magnificent City                | 2006 | Decon                       | Aceyalone, RJD2                                           |
| Soul Position   | Things Go Better With RJ and AL | 2006 | Rhymesayers Entertainment   | Blueprint, RJD2                                           |
| Icebird         | The Abandoned Lullaby           | 2011 | RJ’s Electrical Connections | Aaron Livingston, RJD2                                    |
| MHz Legacy      | MHz Legacy                      | 2012 | Man Bites Dog Records       | Camu Tao, Copywrite, Jakki Da Motamouth, RJD2, Tage Proto |

### Singles
| Single                   | offiziell erschienen auf | Jahr | Label                     | Info                            |
| ------------------------ | ------------------------ | ---- | ------------------------- | ------------------------------- |
| June                     | Deadringer               | 2001 | Definitive Jux            | Copywrite, RJD2                 |
| Here’s What’s Left       | Deadringer (nur CD)      | 2002 | Altered Vibes             | –                               |
| Let the Good Times Roll  | Deadringer               | 2002 | Definitive Jux            | Part 1 ist nicht auf Deadringer |
| Rain                     | -                        | 2002 | HipHopSite.com Recordings | –                               |
| 1976                     | Since We Last Spoke      | 2004 | Definitive Jux            | –                               |
| Through The Walls        | Since We Last Spoke      | 2004 | Definitive Jux            | –                               |
| Exotic Talk              | Since We Last Spoke      | 2004 | Definitive Jux            | –                               |
| Holy Toledo              | Since We Last Spoke      | 2004 | Definitive Jux            | –                               |
| You Never Had It So Good | The Third Hand           | 2007 | XL Recordings             | –                               |